# Mataura
Mataura é uma cidade na região Southland da Ilha Sul da Nova Zelândia. A Mataura possui uma planta de processamento de carne e, até 2000, era o local de uma grande fábrica de papel e celulose.

## Geografia
Mataura está situada na State Highway 1, na margem leste da planície de Southland, 13 quilômetros a sudoeste de Gore e 53 km a nordeste de Invercargill. A cidade atravessa o rio Mataura, que flui para o sul através da cidade e é uma fonte de truta marrom. Nos arredores do norte da cidade, o rio cai sobre um leito de arenito de 6,1 m de altura para criar as Cataratas da Mataura, conhecidas pelos maoris locais como Te Aunui (a grande corrente).
A terra sobe para as colinas de Hokonui 13 km a noroeste, enquanto a leste há uma série de colinas.

## População
A população da cidade era 1560 habitantes no censo de 2006. Isso se compara a uma população de 1.715 em 1951 e 2.085 em 1961.

## História
Embora não houvesse assentamento Maori permanente no local atual de Mataura antes da chegada dos colonos europeus, o local era bem conhecido pelos Maori locais para a colheita de lampreia (que eles chamavam de 'kana kana') em outubro de cada ano, como eles faziam sua passagem anual pelas cataratas. O assentamento Maori mais próximo era o kaik (vila não fortificada) de Tuturau, localizado próximo à margem leste do rio Mataura 3,2 quilômetros (2,0 mi) jusante da cidade atual. Em 1836, essa vila foi palco do último ato de guerra maori na ilha sul. Um grupo de guerra de aproximadamente 70 membros das tribos Ngāti Tama e Te Ati Awa, sob o comando de Te Puoho, chefe da tribo Ngati Tama e um aliado de Te Rauparaha, atacou e ocupou a vila que mais tarde foi retomada pelo Ngāi Tahu local. a liderança de Hone Tūhawaiki (chefe supremo do Ngāi Tahu) e Te Matenga Taiaroa que estiveram no Bluff quando chegaram as notícias da presença do partido de guerra no Southland.

### Chegada dos europeus
Em 1854, o bloco de terra Murihiku (que incluía Mataura) foi comprado de Maori local pelo Conselho Provincial de Otago, com o objetivo de desenvolvê-lo para assentamento por imigrantes da Grã-Bretanha. Na época, os viajantes entre Southland e Otago foram atraídos para a área de Mataura pela presença do vau de Tuturau localizado a cerca de 3,2   km a jusante das cataratas e do vau do norte, localizado a aproximadamente 1,6 quilômetros (0,99 mi) acima das cataratas. Em 1856, o Conselho Provincial de Otago havia reconhecido que, para o êxito do desenvolvimento, era necessário estabelecer uma balsa nas cataratas para permitir um transporte terrestre direto entre Dunedin e Invercargill. Naquela época, a única rota alternativa era ir por mar ao longo da perigosa costa sul.
Em 1859 o governo da província de Otago construiu uma ponte de madeira que repousava sobre uma grande rocha no meio das cataratas e era adequada apenas para o tráfego de pedestres com animais e veículos grandes restritos à travessia na balsa. Como a ponte estava sempre molhada e escorregadia com borrifos das quedas, a face das quedas era removida por dinamite que movia as quedas rio acima. Este trabalho que danificou a aparência das cataratas foi em vão, pois a ponte foi totalmente destruída por uma grande inundação em 22 de abril de 1861. Para incentivar o uso da ponte, o município também construiu o Mataura Ferry Hotel na margem oeste do rio. Isso foi alugado a John MacGibbon, que com sua família foram os primeiros habitantes do assentamento e, como parte de seu contrato de 7 anos, tinha o direito de cobrar pedágio a qualquer pessoa que atravessasse o rio a menos de um quilômetro e abaixo das cataratas. Na época, os únicos outros europeus que moravam na área eram John Turnbull, dono da Corrida Tuturau e a família Shanks, que possuía a Marairua Run. A perda da ponte fez com que os viajantes voltassem a usar a balsa estabelecida ao norte das cataratas. Em 1866, James Pollack venceu o concurso para o arrendamento do Mataura Ferry Hotel e ofereceu a construção de uma ponte substituta em troca do direito de cobrar pedágio por 12 anos. Sua oferta foi recusada pelo governo da província de Otago, que construiu uma ponte de substituição do tipo suspensão, que foi aberta em 27 de agosto de 1868. Atravessando o desfiladeiro a jusante das cataratas, havia uma estrutura de madeira mais substancial, com 16 cabos de apoio passando sobre pilares de pedra antes de serem ancorados na rocha. Uma passarela foi adicionada em 1898.
Em resposta ao início da construção da nova ponte, James Pollack construiu o Bridge Hotel na margem leste do rio junto à ponte e vendeu o Mataura Ferry Hotel. Ele também solicitou ao governo que realizasse a primeira pesquisa do local, que posteriormente nomeou a área de Cidade da Ponte de Mataura.
Como uma grande parada de ônibus na rota de Dunedin para Invercargill, a ponte logo atraiu vários empresários que instalaram instalações na margem leste em torno de uma área chamada Bridge Square. A construção da linha telegráfica entre Dunedin e Invercargill, que passou pela cidade, levou ao estabelecimento, em dezembro de 1868, do primeiro escritório de correios e telégrafos no vale de Mataura. Isso consolidou a posição do assentamento como um importante centro de transporte e comunicações. Por sua vez, isso atraiu mais empresários e se tornou um importante centro de serviços. Como resultado desse crescimento, uma escola foi fundada em 1870. A mudança do antigo Mataura Ferry Hotel (agora renomeado Hotel de Cameron) rio abaixo para um local na margem oeste, onde era mais capaz de atender o desenvolvimento iniciado pelo tráfego passante na margem oeste, que era auxiliado pelo levantamento do oeste e norte Mataura em 1874.
Em 1875, uma linha ferroviária foi construída de Gore a Mataura que, em conjunto com o estabelecimento da Fábrica de Papel Mataura, ajudou a cidade a evoluir e a se tornar o principal centro industrial no sudeste de Southland. A estação ferroviária de 1921 está na categoria II do NZHPT desde 1996. É uma estação classe B padrão, de prancha e ardósia.

### Substituição da ponte
Na década de 1930, a ponte mais estreita que restringia as viagens a uma direção por vez e sua construção leve havia se tornado inadequada para o aumento do tráfego e cargas pesadas. Como resultado, uma nova ponte foi construída pelo Ministério das Obras imediatamente a montante da ponte suspensa (que foi posteriormente demolida) e aberta em julho de 1939 por Bob Semple, o Ministro das Obras. Era um concreto reforçado com arco de arco único de 53,8 metros (176 ft 6 polegadas) de comprimento.

## Governo local
Antes de 1882, o governo local havia sido assumido primeiro pelos Tutarau Wardens e depois pelo Tutarau Road Board. Em 29 de março de 1892, um Conselho da Cidade recém-criado assumiu a administração do governo local dos assuntos da cidade e a representação dos 70 contribuintes da cidade. Os assuntos da cidade permaneceram sob a administração da Câmara Municipal até 1895, quando mudou para o Conselho do Município de Mataura. Em 1989, o Conselho do Município de Mataura foi fundido no Conselho Distrital de Gore.

### Prefeitos
- Thomas Culling - 1895 a 1897. Antes de se tornar o primeiro prefeito do município, ele fora presidente do conselho da cidade.
- Hugh Cameron
- Thomas MacGibbon
- John Lowden - 1903 a 1906
- John Galt - 1906 a 1909
- Andrew Balneaves - 1909-1912
- Forrest William Brown - 1915 a 1917
- Charles Donohue McConnell - 1919 a 1935, 1938 a 1950
- John Buchanan - 1935 a 1938
- James William Ingram - 1950 a 1959
- Malcolm Tulloch - 1959 a 1962
- SIL (Logie) McKelvie - 1962 a 1970
- Keith Raymond Henderson - 1970 a 1982
- Ian (Inky) Tulloch - 1982 a 1989. O último prefeito da cidade antes de se tornar parte do Conselho Distrital de Gore

## Educação
As crianças recebem a educação primária na Mataura Primary School. Crianças em idade escolar intermediária e secundária são levadas de ônibus para Gore para continuar seus estudos lá.

## Instalações
A piscina da cidade abriu em 1956 e fechou em 2017.

## Fornecimento de eletricidade
Por possuir uma capacidade excedente de geração, as instalações de congelamento desde 1905 fornecem eletricidade à cidade vizinha de Gore, enquanto devido à situação financeira da cidade, os moradores de Mataura ainda usavam velas e lâmpadas a querosene. Não foi até 1911 que o Conselho da Cidade conseguiu chegar a um acordo com as obras de congelamento para aumentar sua capacidade de geração para poder suprir a carga de Mataura. Depois de tomar um empréstimo para financiar a expansão da capacidade de geração e a instalação de um sistema de distribuição na cidade, a primeira energia começou a ser fornecida a partir de 5 de outubro de 1912. Mataura manteve seu próprio sistema de energia independente até 1932, quando devido a problemas técnicos, tornou-se impossível que as obras de congelamento continuassem a abastecer a cidade. Como resultado, o conselho da cidade aceitou uma oferta para vender seu sistema de energia ao Southland Electric Power Board, que assumiu a responsabilidade de abastecer a cidade a partir de sua rede de distribuição.

## Indústria

### Fábrica de Laticínios Mataura
Em janeiro de 1887, uma empresa foi formada para construir e operar uma fábrica de laticínios. Após a aquisição das terras, uma fábrica foi construída e em funcionamento em novembro daquele ano. A água para uso nos processos de produção de leite e queijo foi obtida em uma nascente particular, enquanto a energia era fornecida por um motor a vapor alimentado por linhita local. Somente em 1917 a fábrica converteu em energia elétrica a partir da rede de distribuição local. No início dos anos 70, a empresa estava com problemas financeiros e fechou em maio de 1980, quando o processamento de laticínios na área estava concentrado na Edendale Dairy Factory.

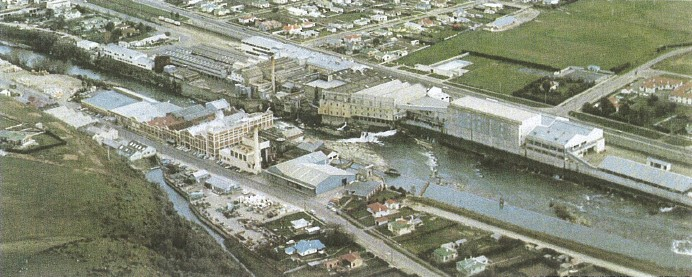
A grande fábrica de papel de Mataura em 1982, uma antiga pedra angular da indústria local.

### Mataura Paper Mill
Em meados da década de 1870, uma empresa liderada por James Bain foi formada em Invercargill para estabelecer uma fábrica de papel na margem leste do rio a jusante das cataratas do Mataura, usando água coletada a montante das cataratas para fornecer energia barata às máquinas de fabricação de papel. A empresa instalou máquinas obsoletas em segunda mão, levando a usina a não ser lucrativa e em 1884 foi vendida à Coulls Culling and Co., sediada em Dunedin. Em 1888, sob a direção de Thomas Culling, a empresa instalou novas máquinas. Em 1891, a fábrica de papel e as instalações de congelamento construíram em conjunto uma represa para uma corrida para melhorar o suprimento de água para seus respectivos geradores hidrelétricos. Em 1892, as fábricas se tornaram lucrativas e, em 1895, a fábrica de papel empregava 54 funcionários. Em 1905, como forma de acabar com uma guerra de preços não rentável entre a Mataura Falls Paper Mill, a Otago Paper Mills em Woodhaugh, perto de Dunedin, e a Riverhead Paper Mills em Auckland, essas empresas se fundiram em uma nova empresa chamada New Zealand Paper Mills. Em 1913, a fábrica foi seriamente danificada por uma grande inundação, que levou um mês para ser reparada. Em 1923, uma segunda máquina de fabricação de papel designada no. 3 foi transferida da fábrica de Riverhead (que foi posteriormente fechada) para ingressar na máquina no. 2, que até então era a única máquina na fábrica. Ao mesmo tempo, uma nova máquina designada como No.4 foi instalada.
Em 1936, foi instalada uma nova máquina para fabricação de papel, denominada máquina No.5.
Em 1960, a Fletchers Ltd comprou uma participação na empresa. Como resultado da injeção de novo capital, a fábrica foi completamente modernizada. Em 1964, a NZ Forest Products teve uma participação de 30% na empresa, com a Fletchers com 30%. Em 8 de julho de 1970, a NZ Forest Products assumiu a propriedade total da New Zealand Paper Mills. Em 1976, a fábrica comemorou seu ano do centenário.
Em 1990, a usina, pertencente à NZ Forest Products, havia se tornado uma divisão da Elder Resources, até ser adquirida por Carter Holt Harvey em 1991. Entre 1984 e 1991, devido a atualizações e ganhos de eficiência, aumentou produtivamente 25%, com 216 funcionários empregados no final do período. Em 1997, a fábrica produzia aproximadamente 25.000 toneladas de produtos de papel por ano. O equipamento da usina era alimentado por uma combinação de energia hidrelétrica no local, caldeiras a vapor movidas a carvão local e suprimento da rede local.
No final do século 20, a fábrica estava sob intensa pressão dos concorrentes asiáticos, que haviam deprimido o preço mundial do papel e, como resultado, a fábrica estava perdendo NZ$ 1 milhão por ano. Diante dessas perdas e previsões de que continuariam, e com a usina contribuindo com apenas 3% da produção de Carter Harvey Holt em volume, a empresa fechou a usina em 18 de agosto de 2000, com 155 funcionários sendo despedidos.

### Moinho de Farinha Mataura
Como resultado das preocupações expressas pelos cidadãos locais sobre a proposta da nova fábrica de papel proposta de garantir direitos exclusivos de aproveitar todo o potencial elétrico das quedas, os proprietários da fábrica de papel obtiveram a boa vontade dos cidadãos construindo um moinho de farinha na margem oeste. As três pedras de moagem no moinho foram acionadas por uma roda d'água. O moinho de farinha foi demolido em 1893 para dar espaço aos trabalhos de congelamento.

### Obras de frigoríficos em Mataura
A Companhia Exportadora de Carne e Produtos Congelados Southland (que havia sido estabelecida em 1882) comprou terras na margem oeste do rio de Thomas Culling (o principal das Fábricas de Papel Mataura) sobre as quais construíram e abriram a segunda obra de frigorífico (processamento de carne) em Southland. Na época, os criadores de ovinos do sudeste de Southland tendiam a enviar seus animais por ferrovia a Dunedin para serem abatidos e a intenção era que as novas obras competissem por esse negócio. As máquinas do complexo eram alimentadas por eletricidade de um gerador hidrelétrico alimentado por água desviada das quedas. Um mecanismo a vapor forneceu energia de reserva. No início de maio, a produção havia aumentado para 300 carcaças por dia. O complexo, no momento de sua abertura, apresentava 3 câmaras de congelamento, cada uma capaz de conter 600 carcaças. As despensas podiam acomodar 16.000 carcaças, que em 1897 haviam aumentado para 24.000 carcaças. Em 1905, 40 a 50 pessoas estavam empregadas nas obras. Em 1931, um novo matadouro foi instalado no complexo.
Na temporada de 1947 a 1948, o matadouro passou de açougue individual para o sistema de cadeia de abate de gado. Enquanto anteriormente um homem assumia a responsabilidade de massacrar um animal do início ao fim, com o sistema de correntes ele estava limitado a realizar uma tarefa. Comparado com o sistema anterior, onde os trabalhadores eram residentes permanentes da cidade, o sistema de cadeias levava a um número crescente de trabalhadores sazonais que viviam na cidade apenas durante a temporada de matança. Em 1982, foi instalada uma planta de metano que permitiu ao complexo suprir mais de sua demanda de energia.
Após uma série de aquisições, as obras de Mataura foram de propriedade do Alliance Group Limited em 1989. Atualmente, as obras realizam o processamento de cordeiros, ovinos, bovinos e bezerros e, devido ao intenso desenvolvimento e expansão ao longo de sua história, se estendem por alguma distância ao longo da margem do rio, imprensada entre ele e a State Highway 1.

### Fabricação de painéis de fibras
Em 1997, a Rayonier NZ limited abriu em uma área verde uma fábrica de MDF de Brydone, a 8 quilômetros ao sul de Mataura. A instalação foi posteriormente adquirida pela Dongwha em 2005. Renomeada como a fábrica de Patinna, é especializada em produtos de papelão fino e de alta densidade, com 90% de sua produção exportada.

## Cidadãos notáveis
- Justin Marshall - All Black Half Back
- Jimmy Cowan - All Black Half Back

## Cardigan Bay
Mataura é o local de nascimento de Cardigan Bay, o famoso marcapasso da Nova Zelândia. Cardigan Bay foi a primeiro da raça padrão a ganhar um milhão de dólares.